# Hòn Miễu
Hòn Miễu (hay đảo Trí Nguyên) là đảo gần bờ nhất trong số các hải đáo ở vịnh Nha Trang, Việt Nam, cách đất liền 1 km, cách thành phố Nha Trang 6 km. Đảo là nơi tập trung dân cư khá đông đúc.

## Tên gọi và hành chính
Chữ "miễu" là cách đọc trại của chữ "miếu". Trên đảo có đình làng Trí Nguyên nằm về phía nam hòn đảo nên người dân thường gọi là hòn Miễu.
Hòn Miễu thuộc thôn Trí Nguyên, phường Vĩnh Nguyên, thành phố Nha Trang, tỉnh Khánh Hoà, còn thường được gọi là đảo Trí Nguyên.

## Địa lý
Hòn Miễu nằm ở vị trí 12°11'24" vĩ Bắc, 109°13’21" kinh Đông. Núi đồi chiếm 95% diện tích đảo, độ dốc 20-25°. Núi không có sông suối, nước dưới đất nghèo nàn, không có động thực vật trên cạn. Hệ sinh thái ven bờ phong phú: tôm hùm, các loại ốc quý, xà cừ, ốc sao, chúa nàng, nhiều loại san hô màu sắc đẹp. Cá thu, cá cơm có trữ lượng khá (7.000-10.000 tấn).